# 케빈 해링턴
케빈 해링턴(Kevin Harrington, 1959년 9월 4일 ~ )은 오스트레일리아의 배우, 텔레비전 배우이다.
멜버른에서 태어났다.

## 영화
- 레드 힐 (2010년)
- 마이 걸프렌드 짐 (2009년)
- 톰 화이트 (2004년) - 닐 역
- 아너러블 웰리 노먼 (2003년)
- 디쉬 (2000년)